# Петко Йовчев
Петко Йовчев е български архитект. Почетен член на съюз на архитектите в България и ротарианец. Участва в проекирането на обществени сгради, като сградата на летище Пловдив, летище Варна, летище Бургас, контактна зона пристанище Бургас (Порт Барселона) и други.

## Биография
Петко Йовчев е роден на 24 август 1955 в Бургас.
През 1981 година завършва архитектура в Университета по архитектура, строителство и геодезия в град София.
Петко Йовчев е женен за Росица Йовчева, от която има дъщеря Мария Йовчева-Христова. Основава Атика R5 през 1992 година, като архитектурното студио е реализирало много съществени проекти в областта на архитектурата, урбанизацията и интериорния дизайн.
Между 1993 – 1996 специализира мениджмънт в Дунавски университет в Кремс, Австрия.
Между 1981 – 1986 година Йовчев е ръководи ателие в проектантска организация.
От 1987 до 1992 Йовчев е главен архитект на град Бургас. През това време е член на Борда на директорите на Свободна безмитна зона, на „Бургасинвест“ АД.
От 1990 година е изпълнителен директор на Атика Р5 ООД, чийто екип от архитекти проектира сградите на Бургаския свободен университет (сграда на годината 2004) и хотел „Мираж“ в Бургас.
В края на 90-те години Петко Йовчев става главен архитект и на Бургаска област.
От 1994 година е член на Ротари клуб Бургас, като е един от учредителите на възстановяването му. През същата година е удостоен с наградата Paul Harris Fellow на РотариИнтернешънъл за заслуги към обществеността.
Между 2000 – 2003 година е член на междуведомствена комисия, отговарящ за стратегическо развитие и изпълнение на Европейски програми в град София.
През 2002 година е избран за представител на САБ в Архитектурен съвет на страните от Централна и Източна Европа. Година по-късно е избран за председател на Камарата на архитектите в България.
От 2007 е ръководител Българска делегация към Съвета на архитектите в Европа в Брюксел. Член е на подкомисията по архитектура към Европейската Комисия и на Европейска мрежа на компетентните органи по архитектура (ENAKA). От 2009 гододина е член на консултативен съвет към министъра на министерство на регионалното развитие и благоустройството.
На 20 април 2012 година управителният съвет на Камарата на архитектите в България избира Петко Йовчев за неин почетен член. По това време Йовчев е председател на КАБ.
Петко Йовчев умира на 10 май 2012 година в Военномедицинска академия в София, след тежък инсулт, получен вечерта на 5 май в Бургас.

## Проекти и награди
Петко Йовчев е проектирал или е участвал в проектирането на летище Приморско, пристанище Росенец на „ЛУКОЙЛ“ АД, подробният устройствен план на летище Варна, общия устройствен план на град Бургас, проект за обновяването на централна градска част (главна улица „Александровска“); инвестиционен проект „Супер Бургас – Фаза Първа“, концептуалният дизайн на летище Бургас, подробният устройствен план на спортния комплекс „Черноморец-Арина“, обновяването на площад „Тройката“ (1995), контактна зона пристанище Бургас (Порт Барселона), сградата на пътническия терминал на летище Пловдив, Тулски индустриален парк.
През 2004 сградата на Летище Бургас е носител на приз Сграда на годината. През 2009 година пътническият терминал на Летище Пловдив получава специалната награда за високотехнологична сграда, съчетаваща функционалност и комфортна среда на конкурса Сграда на годината.